# Penthicodes niasensis
Penthicodes niasensis är en insektsart som beskrevs av Schmidt 1923. Penthicodes niasensis ingår i släktet Penthicodes och familjen lyktstritar. Inga underarter finns listade i Catalogue of Life.